# Bruckneudorf
Bruckneudorf (węg. Királyhida) – gmina w Austrii, w kraju związkowym Burgenland, w powiecie Neusiedl am See. Posiada znaczenie głównie ze względu na poligon wojskowy austriackich sił zbrojnych, a także ważną stację kolejową, na której zatrzymują się niemal wszystkie pociągi jadące na Słowację i na Węgry. Siedziba gminy, w skład której wchodzą miejscowości Königshof i Kaisersteinbruch.

## Historia
Już w okresie rzymskim był to teren gęsto zasiedlony. Historycznie jest to część dolnoaustriackiego miasta Bruck an der Leitha, położonego po drugiej stronie Litawy. Do 1920/1921 roku miejscowość, jak cały obszar Burgenlandu, należało do Węgier. Z powodu polityki madziaryzacji od 1898 roku musiała być używana węgierska nazwa miasta Királyhida. Po zakończeniu I wojny światowej tereny te zostały przyznane Austrii. W parku (Kaiserpark) znajduje się jedyny na terenie Austrii pomnik cesarza Franciszka Józefa I, który przedstawia go jako króla Węgier.
W 1938, gmina została anektowana przez Niemcy. 26 sierpnia 1939, na kilka dni przed niemieckią napaścią na Polskę i początkiem II wojny światowej, w Kaisersteinbruch utworzony został przejściowy obóz jeniecki Dulag J, w którym następnie przetrzymywano polskich jeńców. 30 września 1939 został przekształcony w obóz jeniecki Stalag XVII A, jeden z największych niemieckich obozów jenieckich w pierwszych dwóch latach wojny. Przetrzymywano w nim początkowo jeńców polskich, od 1940 także francuskich i belgijskich, od 1941 serbskich i sowieckich, od 1943 brytyjskich i włoskich, a później ponadto amerykańskich, bułgarskich, rumuńskich i słowackich. Obóz został ewakuowany na przełomie marca i kwietnia 1945.